# الصافية (رداع)

تعديل مصدري - تعديل

حارة الصافية هي إحدى حارات مدينة رداع أحد مدن محافظة البيضاء، بلغ تعداد سكانها 9070 نسمة حسب تعداد اليمن لعام 2004.